# Republic Records
Republic Records is een platenmaatschappij die werd opgericht in 1995 door Monte en Avery Lipman. 
Het label werd in 1999 een dochteronderneming van The Universal Motown Republic Group. Na de scheiding van Motown Records heette het tijdelijk Universal Republic Records, totdat het in 2012 werd geïnstalleerd als zelfstandige dochteronderneming.

## Artiesten
Bekende artiesten op dit label zijn onder andere:
- 3 Doors Down
- Alter Bridge
- Amy Winehouse
- Anitta
- Ariana Grande
- Demi Lovato
- Chumbawamba
- Eiffel 65
- Godsmack
- Kelly Rowland
- Lorde
- Mika
- Nicki Minaj
- Nickelback
- Pearl Jam
- Post Malone
- Stromae
- Taylor Swift
- The Weeknd
- Tina Cousins
- Twice
- TXT

Ze gaven ook de ep van de The Bloodhound Gang, Dingleberry Haze uit, evenals hun eerste lp Use Your Fingers. In 2006 gaven ze Endless Wire, de comebackplaat van The Who uit in de Verenigde Staten.